# San Paolo Bel Sito
San Paolo Bel Sito là một đô thị ở tỉnh Napoli ở vùng of Campania. San Paolo Bel Sito cách khoảng 25 km về phía đông bắc của Napoli. Tại thời điểm ngày 31 tháng 12 năm 2004, đô thị này có dân số 3.407 người và diện tích là 3,0 km².
The municipality bao gồm frazioni (đơn vị cấp dưới, chủ yếu là thôn làng) of Livardi and Scaravito.
San Paolo Bel Sito giáp các đô thị Liveri và Nola.